# Žarko Varajić
Žarko Varajić, född 26 december 1951 i Nikšić, dåvarande Jugoslavien, död 23 juni 2019 i Belgrad, var en jugoslavisk basketspelare som tog tog OS-silver 1976 i Montréal. Han har spelat för KK Bosna.